# Shockwave, Darkside
Shockwave, Darkside  ist ein US-amerikanischer Science-Fiction-Film aus dem Jahr 2014 des Regisseurs Jay Weisman.

## Handlung
Die Nano-Pest, die die Wasserversorgung der Erde vergiftete, hat ihre 60-jährige kritische Masse erreicht. Der Unlight-Feind zwang den ersten Exodus zum Mond, wo die verbotene verbannte Bevölkerung sterben sollte. Aber jetzt sind die Unlights von der Erde gestartet und sammeln sich im südwestlichen Sektor der dunklen Seite des Mondes für einen massiven Eisabbau.
Es ist der letzte Große Krieg und Mondtruppen werden in den Kampf um die kostbare Ressource geschickt. Ein Trupp wird jedoch abgeschossen und die fünf überlebenden Soldaten sind gestrandet. Abgeschnitten und hinter den feindlichen Linien beginnen sie eine gefährliche Reise durch Scharfschützen und Minenfelder zurück zu ihrem Extraktionspunkt, wobei nur noch 36 Stunden Sauerstoff übrig sind.  Während ihre Zahl abnimmt und die Nerven blank liegen, machen sie eine erstaunliche Entdeckung über den Mond, die möglicherweise ihr Leben retten könnte.

## Veröffentlichung
Shockwave, Darkside wurde von Favorit Films, Pipeline Entertainment und Red Giant Media produziert. Die britische Premiere fand am 22. August 2014 beim London FrightFest Film Festival statt.

## Rezeption
Der Film konnte das Publikum nicht überzeugen; nur 11 % der auf Rotten Tomatoes verzeichneten Zuschauerwertungen waren positiv.